# Vasco Morgado
Vasco Manuel Veiga Morgado (Caparica, Almada, 19 de maio de 1924 — Campolide, Lisboa, 22 de novembro de 1978) foi ator e um dos grandes empresários teatrais de Portugal.

## Biografia
Vasco Manuel Veiga Morgado nasceu em 19 de maio de 1924 na freguesia da Caparica, concelho de Almada, distrito de Setúbal, filho de Cândido da Anunciação Ribeiro Morgado, natural de Vila Pouca de Aguiar (freguesia de Vreia de Jales), e de Maria Manuela de Araújo Veiga Morgado, natural de Almada (freguesia da Caparica).
Na juventude, foi pugilista amador, tendo sido futebolista nos juniores do Sporting Clube de Portugal, mas foi atraído pelo teatro e frequentou, sem concluir, o curso do Conservatório Nacional.
Com os primeiros capitais que obteve na especulação do volfrâmio, investe com Constantino Esteves na produtora de cinema "Cineditora" que apenas produziria duas películas: Ladrão, Precisa-se!... (1946) e Heróis do Mar (1949).
Como actor de cinema Vasco Morgado estreou-se em O Pai Tirano (1941) de António Lopes Ribeiro. participou ainda em filmes como Ladrão, Precisa-se!... (1946),  Capas Negras (1947), Heróis do Mar (1949), Sonhar é Fácil (1951) e Os Três da Vida Airada (1952).
A 25 de agosto de 1948, casou civilmente em Lisboa com a actriz Laura Alves. Por sentença transitada em julgado a 4 de julho de 1967, os dois divorciaram-se litigiosamente. Deste casamento, teve o seu único filho, o também empresário teatral Vasco Morgado.
A ligação com Laura Alves foi o ponto de partida, no final da década de 1940, para Vasco Morgado se tornar empresário de teatro, estreando no Teatro Apolo a revista Enquanto Houver Santo António (1950).
Como empresário teatral foi responsável pela produção de mais de mil espectáculos, tendo sido dinamizador de salas como o Teatro Monumental, o Teatro Maria Vitória, o Teatro Capitólio ou o Teatro Laura Alves.
Entre 1955 e 1973 foi o empresário que mais apoios recebeu do Fundo do Teatro do Secretariado Nacional de Informação sob diferentes denominações como "Espectáculos Vasco Morgado, Lda.", "Empresa Vasco Morgado, Lda." ou "Produções Artísticas Vasco Morgado, Lda.".
Foi secretário e vice-presidente do Grémio dos Espectáculos e membro do Conselho da Secção de Teatro, música e dança da Corporação dos Espectáculos, em cuja qualidade integrou a Câmara Corporativa entre 1969 e 1974, pelas entidades patronais, durante o Estado Novo.
A 8 de março de 1973, foi agraciado com o grau de Comendador da Ordem do Mérito.
Esteve também ligado à hotelaria e à indústria cerâmica sendo que em 1978 empregava, ao todo, milhar e meio de pessoas.
Morreu a 22 de novembro de 1978, aos 54 anos, na Casa de Saúde das Amoreiras, freguesia de Campolide, em Lisboa, vítima de tumor maligno na coluna. Foi sepultado no cemitério do Monte da Caparica.